# La principessa e il povero (colonna sonora)
La principessa e il povero è un album del cantante italiano Amedeo Minghi pubblicato nel 2006 dall'etichetta discografica RTI S.p.A./L'Immenso. Si tratta della colonna sonora composta per la miniserie televisiva La principessa e il povero.

## Tracce
1. Mirabella e Leonardo
2. Re Amil ritorna al castello
3. Ingresso alla grotta
4. La luna parla al Re
5. Mirabella
6. Vittoria del Re Amil
7. Epos spia Gamesh
8. Nella grotta
9. Ademario
10. L'antro del mago Gamesh
11. Migal assalta il villaggio
12. Leonardo a caccia con Mirabella
13. Morte di Re Amil
14. Gamesh tra i filtri magici
15. Migal e Mirabella
16. La danza del villaggio
17. Gamesh cattura Mirabella
18. Morte di Migal
19. Leonardo il povero
20. Le magie di Epos
21. Gamesh
22. Mirabella nell'antro di Gamesh
23. Ademario e Mirabella
24. Morte di Gamesh